# Gjögurtá (udde i Island, Västfjordarna)
Gjögurtá är en udde i republiken Island. Den ligger i regionen Västfjordarna, 210 km norr om huvudstaden Reykjavík.